# Вімбах
Вімбах (нім. Wimbach) — громада в Німеччині, розташована в землі Рейнланд-Пфальц. Входить до складу району Арвайлер. Складова частина об'єднання громад Аденау.
Площа — 6,84 км2. Населення становить 456 ос. (станом на 31 грудня 2020).